# Audiômetro

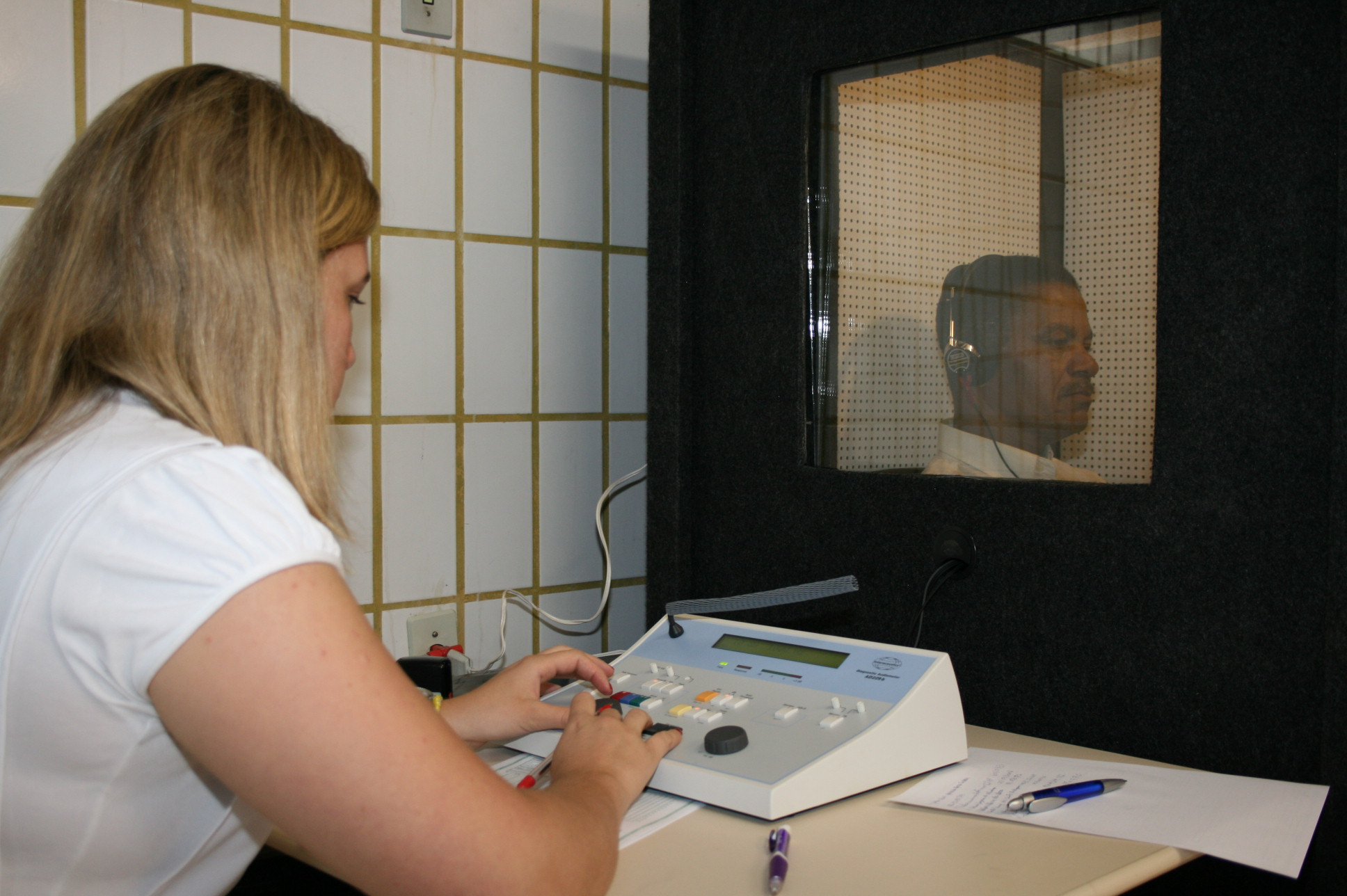
Audiometria tonal liminar e/ou logoaudiometria realizadas por meio de um audiômetro

O Audiômetro é um equipamento utilizado para a obtenção dos limiares auditivos.  Eles geralmente consistem em uma unidade de hardware conectada a um par de fones de ouvido e um botão de feedback, às vezes controlado por um computador (PC) padrão. Tais sistemas também podem ser usados com vibradores ósseos, para testar o mecanismo auditivo de condução por essa via.
Os audiômetros são equipamentos usados nas clínicas de otorrinolaringologia e fonoaudiologia audiológica. Uma alternativa aos audiômetros de hardware são os audiômetros de software, que estão disponíveis diferentes configurações. Os audiômetros de varredura baseados em PC, que usam um computador padrão.  Eles são mais comumente usados em hospitais, centros de audiologia e instituições de pesquisa. Esses audiômetros também são usados para realizar testes audiométricos industriais. Alguns audiômetros fornecem um kit que permite modificar o software, o que dá aos pesquisadores a capacidade de criar seus próprios testes de diagnóstico.

## História do Audiômetro
Durante anos, muitos investigadores, médicos e físicos tentavam criar um aparelho o qual medisse a acuidade auditiva (frequência sonora e a intensidade do estímulo). Após a criação do telefone, viu-se que era possível transmitir a corrente elétrica e, consequentemente, o som nos testes auditivos. O primeiro aparelho para a realização do teste, em 1878, foi inventado por Hartmann, e modificado por Korting. Era composto por um diapasão, para a corrente elétrica passar, um telefone e um aparelho para a variar a intensidade. Contudo, essa invenção não durou muito pela falta de praticidade e rapidez. Em 1879, Hughes criou um sonômetro elétrico, formado por diapasão e uma bateria. Esse aparelho foi muito bem visto e nomeado como audiômetro, inspirando outros criadores a aperfeiçoar ainda mais esse conceito de audiômetro. O aparelho Seashore foi desenvolvido levando em consideração a razão logarítmica e a lei psicofísica, não tendo porém, muitas informações sobre o funcionamento desse aparelho, apenas que o excesso de ruídos não foi favorável para seguir com sua utilização. A partir desses primeiros audiômetros chegou-se a conclusão de que o aparelho deveria produzir tons puros, contínuos, frequências e intensidades variadas.

## Funcionalidade

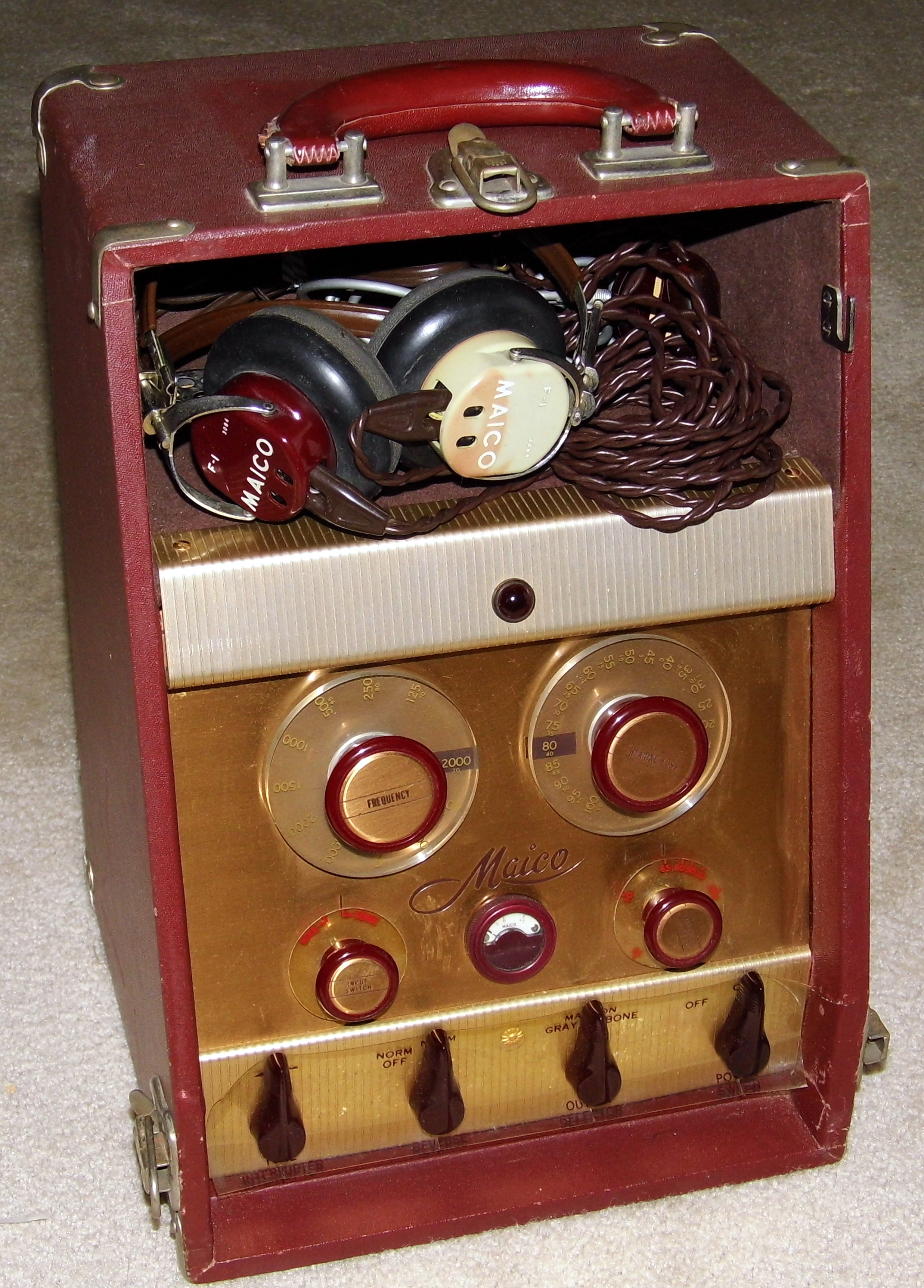
Audiômetro portátil Maico, por volta de 1960

O audiômetro é um equipamento que gera sinais elétricos, que por meio de transdutores (fones circumaural, supra aural ou de inserção, campo livre, vibrador ósseo) são transformados em estímulos sonoros, os quais devem ser posicionados corretamente para evitar interferência externa. Por isso, é importante um ambiente adequado para a utilização desses equipamentos, sendo ideal uma sala silenciosa / acusticamente tratada e/ou cabina silenciosa. Estes estímulos podem ser de frequência única (tom puro), modulados em frequência (warble) ou ruído. Além disso, transmite e amplifica um sinal de fala gravado ou a viva voz.
No audiômetro é possível variar os sinais elétricos em intensidade (-10 a 120dBNA) e, em alguns casos, em frequência. Geralmente, tais frequências variam de 125 a 8.000Hz, sendo capaz de ultrapassar essa faixa e chegar a 20.000Hz, em alguns modelos.

## Tipos
Atualmente existem variados modelos disponíveis(dos mais simples aos mais complexos, como clínico/diagnóstico com dois canais independentes) e softwares no mercado de forma gratuita, com a finalidade de simular a audiometria para estudos. Podendo também, adicionar informações dos pacientes, criando os mais variáveis casos. Os audiômetros de nível médico são geralmente uma unidade de hardware incorporada e controlada por um PC.  Os audiômetros de software que são executados em um PC também estão comercialmente disponíveis, mas sua precisão e utilidade para avaliar a perda auditiva são questionáveis devido à falta de um padrão de calibração.

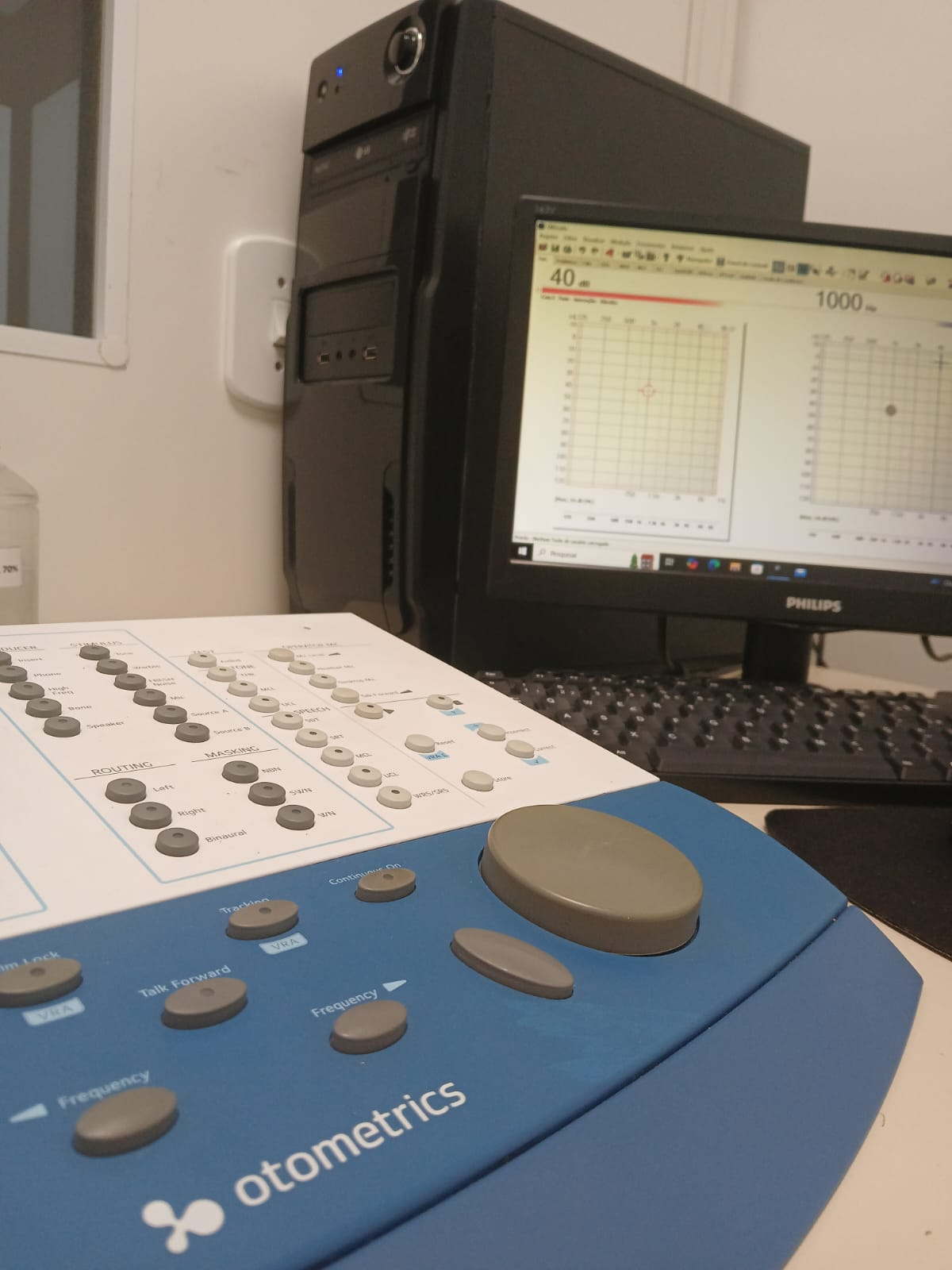
Audiômetro Madsen Astera Otometrics

O tipo mais comum de audiômetro gera tons puros ou transmite partes da fala. Outro tipo de audiômetro é o audiômetro Bekesy, no qual o sujeito segue um tom de amplitude crescente e decrescente, à medida que o tom é varrido pela faixa de frequência. Pressionando um botão quando o tom é ouvido e liberando-o quando não pode ser ouvido, e adiante, acima do limiar da audição. A audiometria de Bekesy normalmente produz limiares e desvios padrão menores do que a audiometria tonal liminar.
Além desses, existe o audiômetro virtual, que ultimamente ganhou bastante espaço na audiologia. Pois nele é possível praticar as técnicas aprendidas, podendo utilizar as mesmas frequências e intensidades dos audiômetros físicos. Também está disponível a visualização das marcações do exame, da orelha direita e esquerda, assim facilitando o registro do resultado obtido. É visível que esse audiômetro virtual possui uma simulação bem semelhante aos reais, mostrando as cores corretas e até o desenho de um boneco com o fone selecionado. Então, é uma ferramenta favorável aos estudantes também, e foi bastante usado na época de pandemia, quando não podia ir as universidades para aulas práticas.

## Padrões
Existe um padrão para calibrar os audiômetros, pois em diversos lugares é realizado o teste auditivo, e para não ocorrer uma divergência de resultado entre as clínicas é cobrado essa calibração. A qual deve ocorrer anualmente, para garantir um bom uso do aparelho e evitar erros na hora de dar uma devolutiva ao paciente. Após os ajustes necessários serem feitos, terá no aparelho a data que foi realizada, a empresa responsável e a validade dessa calibração(caso esteja fora do prazo, deve imediatamente mandar ajustar e não realizar nenhum procedimento com ele, até que se resolva).
Os audiômetros precisam estar calibrados, seguindo as normas recomendadas e exigidas pela resolução do Conselho Federal de Fonoaudiologia. Essa calibração precisa ser realizada por empresas reconhecidas pela Rede Brasileira de Calibração(RBC).Os requisitos do audiômetro e o procedimento de teste são especificados nos padrões regionais( ANSI isoS3.6., DIN, BS, ABNT...) e os internacionais(IEC 60645, ISO 8253, ASTM..).